# Жетписбаев, Кадыр Рахымбаевич
Кадыр Рахымбаевич Жетписбаев (20.12.1941-20.04.1999) — казахский и советский театральный деятель, режиссёр-постановщик. Народный артист Казахстана (1998), Заслуженный артист Казахской ССР (1985).

## Биография
Родился 20 декабря 1941 года в селе Жамбыл Шуйского района Жамбылской области. Происходит из рода сикым племени дулат. С 1959 по 1964 год учился в Казахском национальном институте искусств  по специальности режиссура. Под руководством А. Токпанова, А.Л. Мадиевского. Его первый режиссерский шаг (и дипломная работа) был спектакль «Ансаган менин анимсин» (создатель сценической системы К. Нурмаханов) по повести Ш. Айтматова «Джамиля», поставленного в Шымкентском театре (1963). 1970 году окончил Московский институт театрального искусства по специальности режиссер (в классе Ю.А. Завадского). Скончался 20 апреля 1999 года.

## Трудовая деятельность
• 1964-1968 — режиссер Государственного академического театра юношества и юношества им. Г. Мусрепова
• 1972-1974 — главный режиссер Тургайского областного музыкально-драматического театра
• 1974-1975 — режиссер Академического казахского драматического театра им. Ауэзова
• 1975-1978 — главный режиссер Республиканского Уйгурского музыкально-драматического театра
• 1978-1991 — режиссер Академического казахского драматического театра им. Ауэзова
• 1991-1996 — преподаватель режиссуры в Институте театра и кино им. Т. Жургенова
• 1996-1998 — художественный руководитель Казахского музыкально-драматического театра имени К. Куанышбаева

## Театральные работы
• С. Шагжин «Сандықтан  шыққан  сайтан»
• А. Тажибаев «Легенда моего народа»
• С. Жунисов «Ажар  мен  ажал»
• С. Ахмад «Восстание невест»
• Ж. Рузиев «Трагические дни»
• А. Валлешон «Гнев Одиссеи»
• У. Шекспир «Юлий Цезарь»
• А. Тауасаров «Остров любви»
• М. Ауезов «Хан Кене»
• К. Жетписбаев «Жених и невеста»
• К. Мукашев «Степной эпос»
• О. Бокей «Мой сын»
• К. Абдирахманов «Кабанбай батыр»  и др.

## Награды и звания
1. Две Почётные грамоты Верховного Совета Казахской ССР (1976, 1984)
2. Заслуженный артист Казахской ССР (1985)
3. Народный артист Казахстана (1998)